# Avensac
Avensac ist eine französische Gemeinde mit 73 Einwohnern (Stand 1. Januar 2022) im Département Gers in der Region Okzitanien. Sie gehört zum Arrondissement Condom und zum Kanton Gimone-Arrats.

## Geografie
Die Gemeinde Avensac liegt an der Gimone, die hier die Grenze zum Département Tarn-et-Garonne bildet, etwa 50 Kilometer nordwestlich von Toulouse. Nachbargemeinden sind Pessoulens im Nordwesten, Marignac im Norden, Maubec im Osten, Solomiac im Süden und Estramiac im Westen.

## Bevölkerungsentwicklung

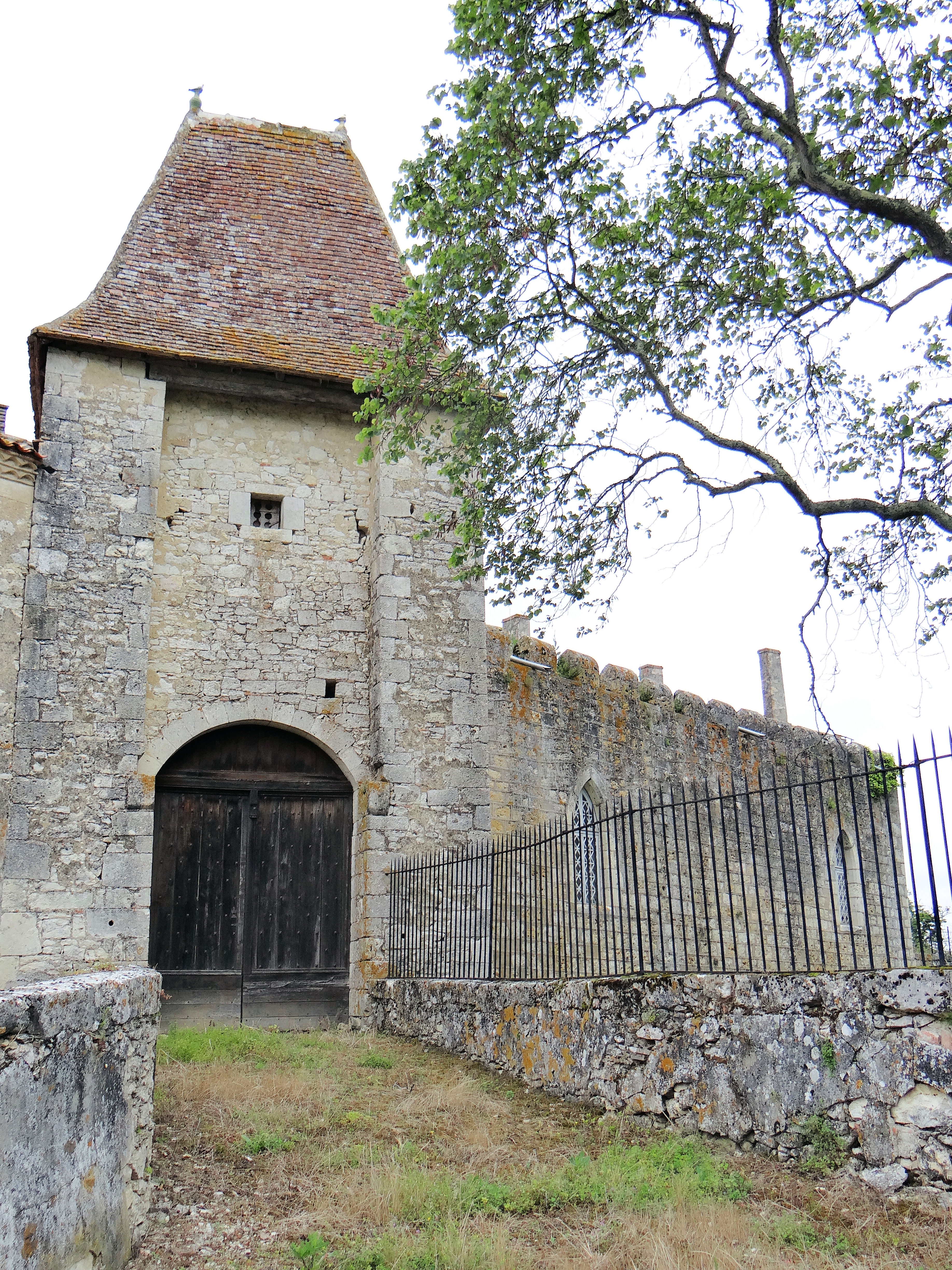
Das Schloss von Avensac, Monument historique seit 1983

| Jahr                       | 1962 | 1968 | 1975 | 1982 | 1990 | 1999 | 2008 | 2020 |
| Einwohner                  | 100  | 98   | 78   | 62   | 43   | 48   | 60   | 75   |
| Quellen: Cassini und INSEE |      |      |      |      |      |      |      |      |